# Symington, South Lanarkshire
Symington är en by i South Lanarkshire i Skottland. Byn är belägen 46,7 km 
från Edinburgh. Orten har 710 invånare (2016).